# 谢尔盖·比达
谢尔盖·奥列戈维奇·比达（俄语：Сергей Олегович Бида，1993年2月13日—），俄罗斯男子击剑运动员，2018年世界击剑锦标赛男子重剑团体铜牌得主、2019年世界击剑锦标赛男子重剑个人银牌得主、2020年夏季奥林匹克运动会男子重剑团体银牌得主。妻子维奥莱塔·比达同样也是击剑运动员。